# Farmakosyderyt
Farmakosyderyt – minerał klasy arsenianów. 

## Właściwości
Krystalizuje w układzie regularnym. Wykształca kryształy tetraedryczne, narosłe sześcienne, rzadko ściany ośmiościanu ścinające naroża. Występuje w skupieniach ziarnistych, ziemistych i zbitych. Jest minerałem kruchym, przezroczystym do przeświecającego. Posiada białą rysę i szklisty bądź tłusty połysk. Częstym zanieczyszczeniem w strukturze jest fosfor. Tworzy pseudomorfozy po syderycie. Rozpuszczalny w kwasie solnym. Jest słabo piezoelektryczny i piroelektryczny.

## Występowanie
Powstaje jako produkt utleniania siarczków zawierających arsen. Także w złożach hydrotermalnych. Towarzyszą mu oliwenit, klinoklaz, kornwalit, agardyt, goethyt, skorodyt, kwarc, arturyt, arseniosyderyt, jarosyt, arsenopiryt oraz mimetyt. 

## Miejsce występowania
Typową lokalizacją występowania jest Kornwalia w Anglii. Spotykany jest także w Australii, Austrii, Chile, Czechach, we Francji, Włoszech, Niemczech, Maroko, Nowej Zelandii, Portugalii, Słowacji, Hiszpanii i USA (Arizona, Nevada, Utah). W Polsce stwierdzony na Dolnym Śląsku.

## Galeria

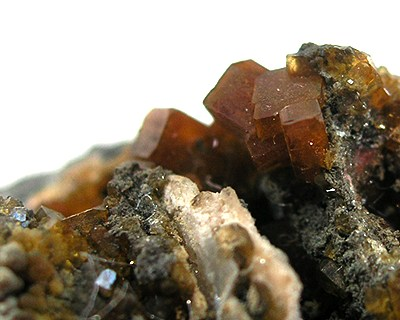
okaz z Saksonii w Niemczech
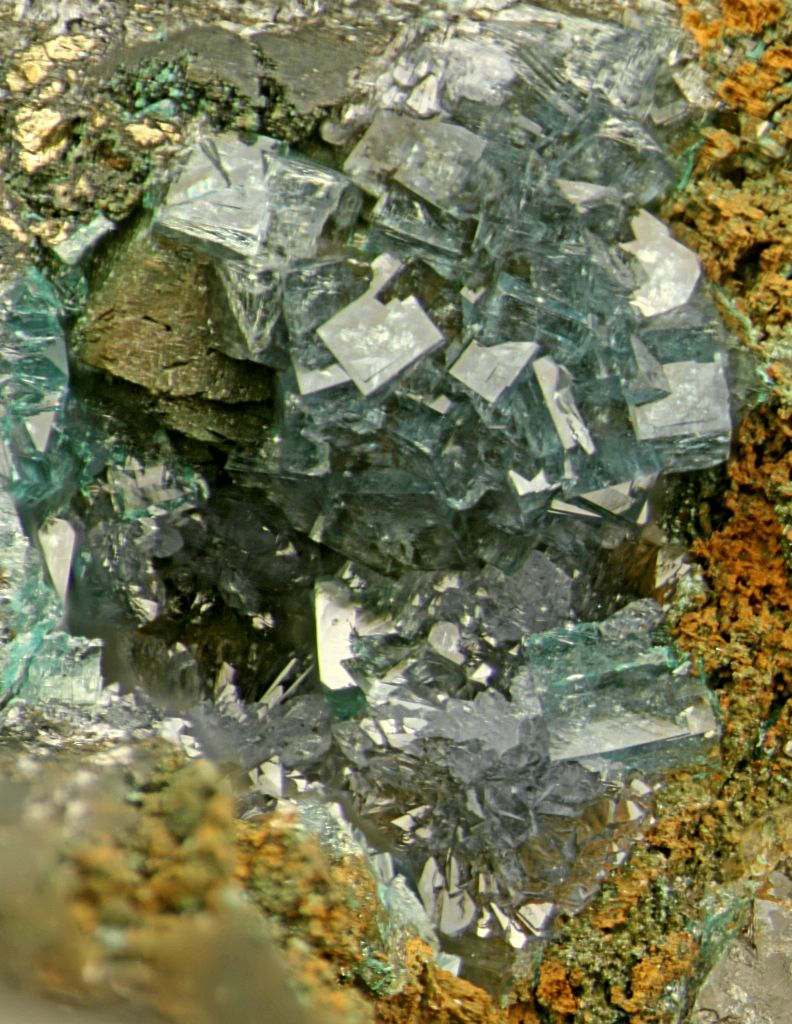
zielony okaz z Nevady